# Motor Coach Industries

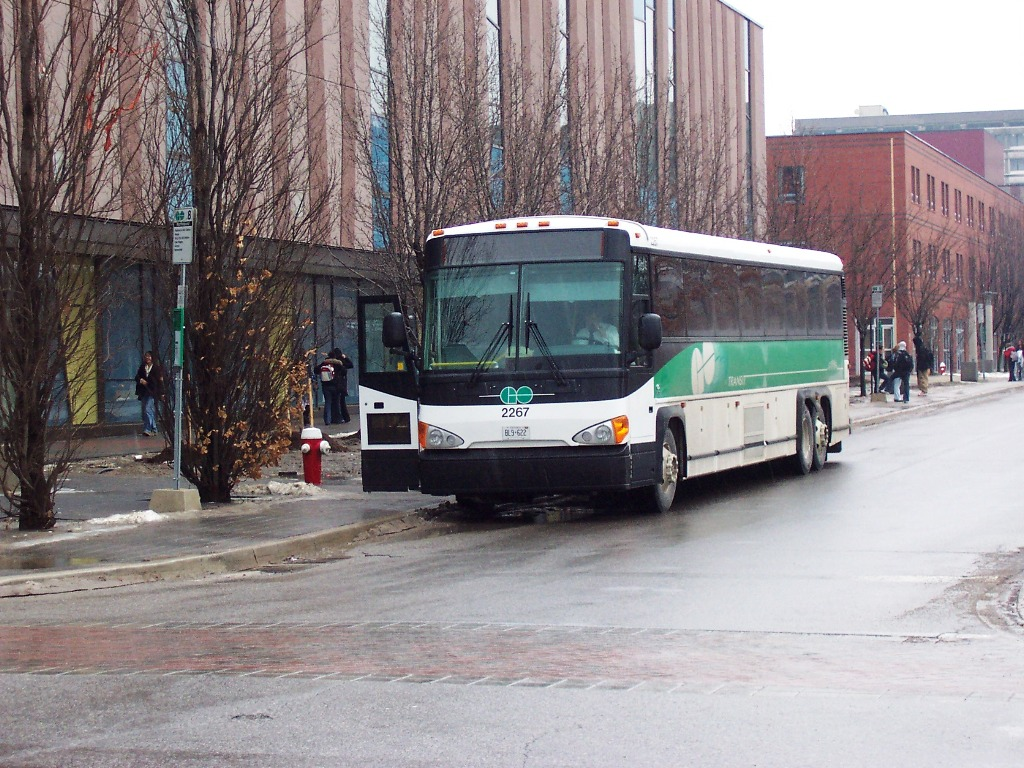
MCI D4500CT

Motor Coach Industries, Inc. — американська (раніше — канадська) компанія з виробництва автобусів під маркою MCI. Заснована 1933 року в Манітобі. Останнім часом штаб-квартира розташована в Шаумбурга (штат Іллінойс). Спеціалізується на випуску міжміських та туристичних машин. Майже всі автобуси MCI робляться в трьохвісних модифікаціях.
Модель E 4500 є флагманом MCI. Це туристичний автобус люкс-класу з високим дахом, має довжину 13,9 метра, з 56 сидіннями. Двигун 12,7-літровий Detroit(400 к.с.).
J 4500 — одна з останніх новинок. Довжина 13,9 м. Місць для сидіння 56.
D 4500 — міжміські автобуси. 12,3-метрова модифікація має 47 сидінь, 13,8-метрова — 55.